# 女仆装

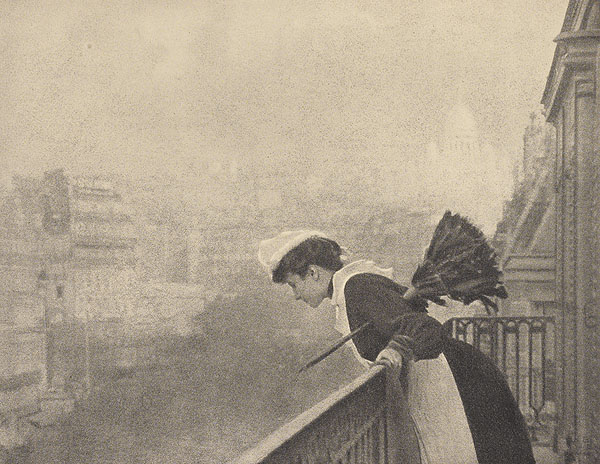
蒙馬特的法國女僕（攝於1906年）

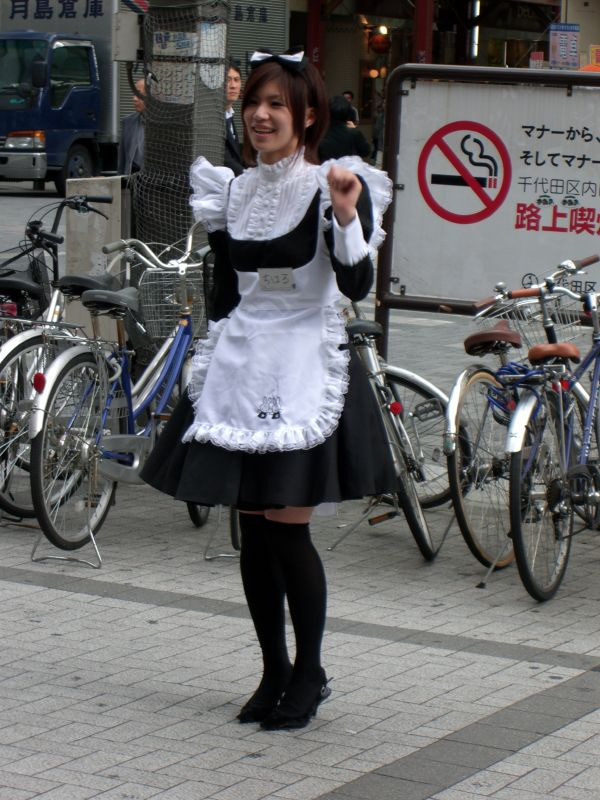
在東京街頭穿女僕裝的少女

女仆装（又稱女仆服）是指女仆的工作装，通常也指仿照这种工作装而制作的女性服装，通常帶有圍裙。在19世纪末的法國，佣人与女管家大多穿著這種服裝工作。其在日系动漫及Cosplay中十分常见，而以女服務生穿著女僕的装束提供服务的女僕咖啡廳更是将女仆装发挥到了极致。
女僕裝亦經常在派對、性愛、角色扮演及BDSM中穿著。